# Gentiana protensa
Gentiana protensa är en gentianaväxtart som beskrevs av Van Royen. Gentiana protensa ingår i släktet gentianor, och familjen gentianaväxter. Inga underarter finns listade i Catalogue of Life.